# Max Angioni
Massimiliano Angioni, detto Max (Como, 8 novembre 1990), è un comico, conduttore televisivo e cabarettista italiano.

## Biografia
Cresciuto a Como nel quartiere di Sagnino, inizia la carriera come animatore alle feste per bambini. Dopo aver frequentato la scuola Teatro in Centro di Como e l'Accademia del Comico di Milano, nel 2014 partecipa ai due Festival internazionali Mimetic Fest di Londra e Fringe Festival di Edimburgo.
Nel 2018 esordisce in televisione  all'interno del programma Zelig Time su Zelig TV dove porta in scena le parodie di Aquaman, Jon Snow e il personaggio di Carmine Skybrendnerz, l'Ultimo Jedi. Nel 2020 fa parte del cast di Zelig C-Lab su Comedy Central. Lo stesso anno supera i provini per entrare nel cast di Colorado, ma l'edizione viene annullata a causa della pandemia di COVID-19. La svolta nella sua carriera avviene nel 2021 con la partecipazione a Italia's Got Talent dove ottiene il secondo posto facendosi conoscere al grande pubblico. Grazie a questa partecipazione viene scelto come spalla comica per lo spettacolo Lui è peggio di me su Rai 3 ed entra a far parte del cast principale dell'edizione 2021 di Zelig tornata su Canale 5 dove presenta il personaggio di Kevin Scannamanna, esuberante venticinquenne aspirante concorrente di reality show.
Nel 2022 è nel cast della seconda edizione di LOL - Chi ride è fuori su Amazon Prime, e porta in tour nei teatri italiani lo spettacolo Miracolato vendendo oltre 30 000 biglietti; la registrazione dello spettacolo al Teatro Manzoni di Milano è stata mandata in onda il 22 settembre 2022 all'interno del programma Italia 1 On Stage ottenendo 932 000 spettatori con uno share del 6,10%. Viene confermato anche per la nuova stagione di Zelig, sempre nel ruolo di Kevin Scannamanna.
Dal 2023 è conduttore de Le Iene in coppia con Veronica Gentili; lo stesso anno partecipa a diversi programmi di Canale 5 tra cui Michelle Impossible & Friends e La TV dei 100 e uno e pubblica il suo primo libro, Mistero brutto. Il vangelo secondo me, con Mondadori, presentandolo al Salone del Libro di Torino. Lo stesso anno ha partecipato alla Partita del cuore  per sostenere le popolazioni colpite dall'alluvione dell'Emilia-Romagna. Nel 2024 ritorna a teatro con lo spettacolo Anche meno, prodotto da Paolo Ruffini. Nell'estate 2025 è il protagonista dello show Max working - Lavori in corso, in onda dal 15 luglio per tre serate complessive.

## Programmi televisivi
- Zelig Time (Zelig TV, 2018) - comico
- Zelig C-Lab (Comedy Central, 2019) - comico
- Italia's Got Talent (Sky Uno, 2021) - concorrente
- Lui è peggio di me (Rai 3, 2021) - comico
- Zelig (Canale 5, 2021-2023, 2025) - comico
- LOL - Chi ride è fuori (Prime Video, 2022) - concorrente
- Miracolato (Italia 1, 2022)
- Le Iene (Italia 1, dal 2023) - conduttore
- Partita del cuore per la Romagna (Italia 1, 2023)
- Le Iene Show (Italia 1, dal 2025) - conduttore
- Max working - Lavori in corso (Italia 1, 2025)

## Opere
- Mistero Brutto – Il Vangelo secondo me, Milano, Mondadori, 2023, ISBN 9788891838049.